# أندريا دي
إيلينا أندريا دوروبانتو (بالرومانية: Elena Andreea Dorobanțu)‏ وإسمها الفني أندريا دي (بالرومانية: Andreea D)‏ هي مغنية رومانية ولدت في يوم 6 سبتمبر 1986 في مدينة بلويشت في رومانيا، بدأت بالغناء في سنة 2005 وتعاونت مع عدة مغنين مشاهير مثل ساشا لوبيز.